# Кумбель
Кумбель (романш. Cumbel, нем. Cumbels) — деревня и бывшая коммуна в Швейцарии, в кантоне Граубюнден.
1 января 2013 года вместе с коммунами Деген, Лумбрайн, Мориссен, Сурауа, Виньонь, Велла и Врин вошла в состав новой коммуны Лумнеция.
Входит в состав региона Сурсельва (до 2015 года входила в округ Сурсельва).
Население составляет 249 человек (на 31 декабря 2009 года). Официальный код — 3591.

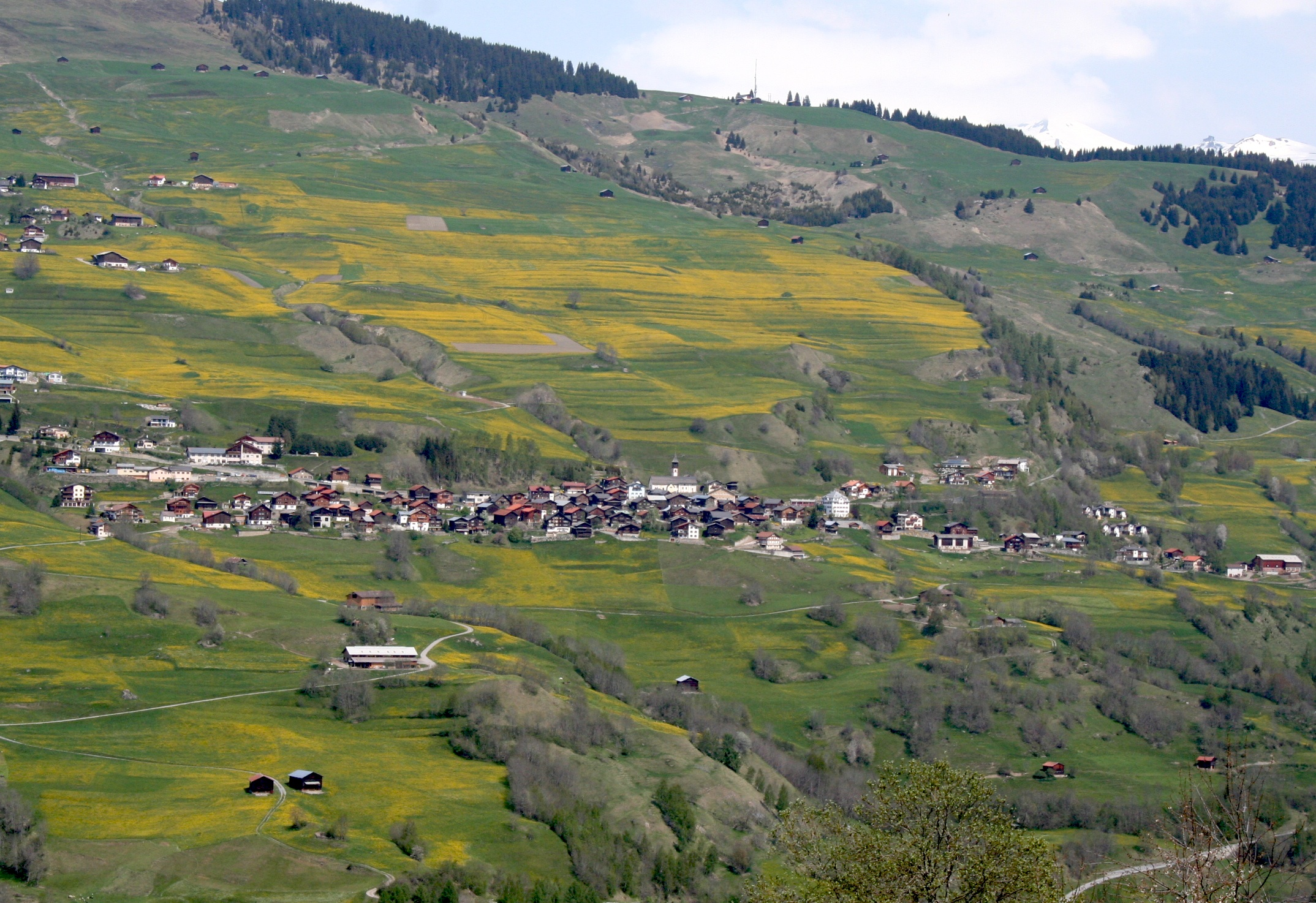
Кумбель.

| год  | население |
| ---- | --------- |
| 1850 | 278       |
| 1900 | 342       |
| 1910 | 275       |
| 1941 | 331       |
| 1950 | 298       |
| 1990 | 257       |
| 2000 | 288       |
| 2009 | 249       |